# سویتانا مانکووا
سویتانا مانکووا (اوکراینی: Світлана Костянтинівна Манькова؛ زادهٔ ۱ دسامبر ۱۹۶۲) بازیکن هندبال اهل اوکراین است.